# Kal Aḩmadī
Kal Aḩmadī (persiska: کل احمدی) är en ort i Iran.   Den ligger i provinsen Khuzestan, i den centrala delen av landet, 500 km söder om huvudstaden Teheran. Kal Aḩmadī ligger 608 meter över havet och antalet invånare är 301.
Terrängen runt Kal Aḩmadī är varierad. Runt Kal Aḩmadī är det ganska tätbefolkat, med 56 invånare per kvadratkilometer. Närmaste större samhälle är Patak-e Beygdelī, 17,3 km norr om Kal Aḩmadī. Trakten runt Kal Aḩmadī är ofruktbar med lite eller ingen växtlighet.